# Francis Dupuis-Déri
Pour les articles homonymes, voir Dupuis (homonymie) et Déri.
 (décembre 2020).
Francis Dupuis-Déri, né en 1966 à Montréal, est un chercheur franco-canadien et professeur politiste à l’université du Québec, à Montréal (UQAM). 
Il étudie notamment les mouvements sociaux : l'altermondialisme, l'antiféminisme et le masculinisme, les hommes proféministes, la répression policière, l'anarchisme, le profilage politique, la guerre et la démocratie. Il est spécialiste de l’antiféminisme et de l’anarchisme.

## Biographie
Francis Dupuis-Déri est né en 1966 à Montréal d'un père français, Thomas Déri, et d'une mère canadienne, Colette Dupuis,,.
Depuis 2006, il enseigne au département de science politique et à l'Institut de recherches et d'études féministes (IREF) de l'université du Québec à Montréal (UQAM), où il est professeur en science politique et en études féministes, spécialiste de l’antiféminisme et de l’anarchisme. Il a été aussi chercheur au Massachusetts Institute of Technology et au Centre de recherche en éthique de l'Université de Montréal (CREUM)[réf. nécessaire]. Il détient un doctorat en science politique de l'Université de la Colombie-Britannique (UBC) à Vancouver[réf. nécessaire]. 

## Travaux
Politiste libertaire, ses thématiques de recherches sont notamment les mouvements sociaux tels l'altermondialisme, l'antiféminisme et le masculinisme, ainsi que les hommes proféministes, la répression policière,, l'anarchisme, le profilage politique, la guerre, et la démocratie.

### Publications
Dans les années 1990, il a publié des romans, des nouvelles et de la poésie, et un recueil d'entretiens sur l'identité culturelle, L'archipel identitaire (codirigé par Marcos Ancelovici). Dans les années 2000, il publie plusieurs ouvrages. Il a aussi publié dans de nombreuses revues telles qu'Agone, Anarchist Studies, Argument, Les ateliers de l'éthique, Bulletin d'histoire politique du Québec, Études internationales, Horizons philosophiques, Liberté, Mouvements, New Political Science, Political Studies, Politique et sociétés, Politix, Possibles, Recherches féministes, Réfractions, Revue canadienne de science politique, Revue des sciences de l'éducation et Social Anarchism.

### Démocratie
En 2013, il écrit un ouvrage synthétisant plusieurs années de recherches historiques sur le terme démocratie. L'auteur raconte l’histoire mouvementée de la définition du concept, de l'instrumentalisation de l'image du concept (chaos, violence tyrannie), de la relation dialectique avec le terme république et il montre que, dans plusieurs pays, durant des périodes d'instabilité politique et de virage constitutionnel, qualifier une personnalité de démocrate a pu être considéré comme une insulte, une disqualification, une délégitimation. Son analyse lui permet de déclarer dans la conclusion que les « démocraties modernes » ne respectent pas les critères de la définition convenue d'une démocratie réelle .

### Féminisme
Cette section ne s'appuie pas, ou pas assez, sur des sources secondaires ou tertiaires indépendantes du sujet.

Pour l'améliorer, ajoutez-en, ou placez des modèles {{Source secondaire souhaitée}} ou {{Source secondaire nécessaire}} sur les passages mal sourcés. (février 2025)
Francis Dupuis-Déri publie plusieurs articles sur les différentes questions féministes, dans les revues Recherches féministes et Nouvelles Questions Féministes. Les plus consultés sont "Les hommes proféministes : compagnons de route ou faux amis" et "Petit guide de «disempowerment» pour hommes proféministes". Avec Melissa Blais, il coordonne l'ouvrage Le mouvement masculiniste au Québec - l'antiféminisme démasqué (2008) et Retour sur un attentat antiféministe - école Polytechnique 6 décembre 1989 (2010), avec aussi Lyne Kurtzman et Dominique Payette. Avec Diane Lamoureux, il coordonne l'ouvrage Les antiféminismes - analyse d'un discours réactionnaire (2015). En 2018, il publie le livre La crise de la masculinité : autopsie d'un mythe tenace, qui aborde la question de la crise de la masculinité sous un angle pro-féministe.
En 2023, il publie Althusser assassin, la banalité du mâle, ouvrage qui prolonge un article scientifique de 2015 dans lequel il soutient que le meurtre d'Hélène Rytmann par son conjoint, le philosophe Louis Althusser relève d'un féminicide[réf. nécessaire].

## Collaborations
Il a collaboré à des journaux tels Alternatives, Le Couac et Le Devoir. Il travaille occasionnellement comme analyste pour la Société Radio-Canada. Il a été invité en tant qu'expert dans plusieurs émissions de Savoir média, dont Louis T veut savoir et Du côté des hommes.

## Engagements politiques
Il a collaboré à plusieurs groupes de sensibilité anarchiste : le Comité un Québec pour tout le monde, le Collectif opposé à la brutalité policière (COBP), la Convergence des luttes anticapitaliste (CLAC), le Village alternatif anticapitaliste et antiguerre (VAAAG), la Bl(a)ck Tea Society, la Coalition antimasculiniste et la Coalition Guerre à la guerre.
Il a aussi été, un court moment, membre des Intellectuels pour la souveraineté (IPSO), qu'il a quitté à la suite d'une discussion sur une éventuelle armée québécoise.
Il est cofondateur des Zapartistes, un collectif d’humoristes engagés.

### Guerre en Afghanistan
En juin 2007, une polémique est soulevée lorsque Le Devoir publie une Lettre à ma sœur militaire qui part en Afghanistan de Francis Dupuis-Déri ainsi que la réponse de cette dernière quelques jours plus tard,. Il participe à la coalition Guerre à la guerre, à Québec, et écrit plusieurs textes dans les journaux contre la guerre en Afghanistan, ainsi que deux livres : L'éthique du vampire et L'Armée canadienne n'est pas l'armée du salut. En juin 2008, il perturbe une cérémonie militaire à Québec, provoquant un face-à-face avec le maire Régis Labeaume qui le traite de « minable » devant les médias. Il réplique en signant une lettre dans le journal Le Soleil le 17 juin 2008.

### Grève étudiante québécoise de 2012
À la suite de la grève étudiante au Québec en 2012, il lance une lettre ouverte, signée par plus d'une centaine d'universitaires, demandant une commission d'enquête publique indépendante sur l'ensemble des opérations policières pendant le conflit.

## Œuvres

### Ouvrages
- L’Erreur humaine, Leméac, 1991  (ISBN 978-2760931374)
- Lettre aux cons, Éditions du silence, 1992  (ISBN 2-920180-27-4)
- L’Archipel identitaire, Boréal, 1997  (ISBN 978-2890528086)
- Love & rage, Leméac, 1998  (ISBN 978-2760931770)
- Identités mosaïques, Boréal, 2004  (ISBN 978-2764603093)
- Les Black Blocs : la liberté et l’égalité se manifestent, Lux, 2003 (1re édition), Atelier de création libertaire, 2005 (2e édition), Lux, 2007 (3e édition), Lux, 2016 (4e édition)
- L'Éthique du vampire, Lux, 2007  (ISBN 978-2-89596-060-7)
- L'altermondialisme, Boréal, 2009
- (codirection) Le mouvement masculiniste au Québec : L’antiféminisme démasqué, Remue-ménage, 2008  (ISBN 978-289091-271-7)
- L'armée canadienne n'est pas l'Armée du salut, Lux, 2010  (ISBN 978-2-89596-102-4)
- Lacrymos. Qu'est-ce qui fait pleurer les anarchistes ?, Écosociété, 2010  (ISBN 978-2-923165-52-3)
- (codirection) Retour sur un attentat antiféministe, École Polytechnique, 6 décembre 1989, Remue-ménage, 2010  (ISBN 978-289091-311-0)
- (dir) Québec en mouvements : Idées et pratiques militantes contemporaines, Lux, 2008  (ISBN 978-2-89596-069-0)
- (codirection) La démocratie au-delà du libéralisme, Athéna éditions, 2009
- (dir) Par-dessus le marché! Réflexions critiques sur le capitalisme, Écosociété, 2012,  (ISBN 978-2-923165-86-8)
- Démocratie : Histoire politique d'un mot aux États-Unis et en France, Québec, Lux, coll. « Humanités », 2013, 450 p. (ISBN 978-2-89596-090-4).
- (codirection) Nous sommes ingouvernables : Les anarchistes au Québec aujourd'hui, Lux, 2013  (ISBN 978-2-89596-157-4)
- (dir) À qui la rue ? Répression policière et mouvements sociaux, Écosociété, 2013  (ISBN 978-2-89719-057-6)
- (avec Thomas Déri) L'anarchie expliquée à mon père, Lux, 2014  (ISBN 978-2-89596-177-2). Traduit par John Gilmore Anarchy Explained to My Father. Vancouver: New Star Books, 2017.  (ISBN 9781554201372).
- (codirection) Un printemps rouge et noir : regards croisés sur la grève étudiante de 2012, Écosociété, 2014  (ISBN 978-2-89719-110-8)
- (codirection) Les antiféminismes. Analyse d'un discours réactionnaire, Québec, Les éditions du remue-ménage, Collection "Observatoire de l'anti-féminisme", 2015   (ISBN 978-2-89091-534-3)
- La peur du peuple : Agoraphobie et agoraphilie politiques, Québec, Lux, coll. « Humanités », 2016, 458 p. (ISBN 978-2-89596-222-9)[24].
- (codirection) La guerre culturelle des conservateurs québécois, M éditeur, 2016  (ISBN 978-2-92432-746-3)
- (codirection) Au nom de la sécurité! Criminalisation de la contestation et pathologisation des marges, M éditeur, 2016  (ISBN 978-2-92432-758-6)
- (collectif) Étouffer la dissidence : vingt-cinq ans de répression politique au Québec, Lux, 2016  (ISBN 978-2-89596-233-5)
- La crise de la masculinité. Autopise d'un mythe tenace, Les éditions du Remue-ménage, Québec, Les éditions du remue-ménage, Collection "Observatoire de l'anti-féminisme", 2018   (ISBN 978-2-89091-596-1)
- Les nouveaux anarchistes, de l'altermondialisme au zadisme, Éditions Textuel, 2019  (ISBN 978-2-84597-750-1)
- (dir., avec Christine Bard et Mélissa Blais) Antiféminismes et masculinismes d'hier à aujourd'hui, PUF, 2019) Antiféminismes et masculinismes d'hier et d'aujourd'hui, PUF, 2019  (ISBN 978-2130816614)
- Nous n'irons plus aux urnes : Plaidoyer pour l'abstention, Montréal (Québec)/Arles/impr. au Québec, Lux, 2019, 192 p. (ISBN 978-2-89596-308-0)
- L'étrange étranger, Écrits d'un anarchiste kabyle, anthologie d'une trentaine de textes du militant libertaire Mohamed Saïl (1894-1953) écrits entre 1924 et 1951, collection Instinct de liberté,Lux Éditeur, Montréal, 2020.
- Panique à l'Université : rectitude politique, wokes et autres menaces imaginaires, Montréal (Québec)/Arles/impr. au Canada, Lux, 25 août 2022, 315 p. (ISBN 9782898330308, lire en ligne)[1]
- Althusser assassin, la banalité du mâle, Éditions du remue-ménage, Montréal, 2023[16].
- Les hommes et le féminisme : Faux amis, poseurs ou alliés ?, Textuel, coll. « Petite Encyclopédie critique », 2023, 10 p. (ISBN 978-2-84597-978-9)

### Articles
- Herbert Marcuse altermondialiste ? Penser l’opposition radicale à la mondialisation néolibérale, in La beauté est dans la rue - Mai 68 au présent, Variations, printemps 2008, page 62.
- Pistes pour une histoire de l’anarchisme au Québec, Bulletin d'histoire politique, Association québécoise d'histoire politique, volume 16, no 2, texte intégral.
- Hommes anarchistes face au féminisme, Réfractions, no 24, printemps 2010, texte intégral.
- Les anarchistes et la prostitution : perspectives historiques, Genres, sexualité & société, no 9, printemps 2013, texte intégral.
- Petit guide de «disempowerment» pour hommes proféministes , Possibles, 2014.

- Frédérique Roussel, « Il n’est pas encore illégal de rêver à la révolution, que je sache », interview, Libération, 3 mai 2014, texte intégral.

### Vidéos
- Thinkerview, Crise de la masculinité ? Francis Dupuis-Déri, YouTube, 21 novembre 2019 .
- Thinkerview, Démocratie : Marketing politique pour les pauvres? Francis Dupuis-Déri, YouTube, 25 février 2019 .
- Julien Malara, Francis Dupuis-Déri - Black Blocs, Non-Violence, Révolutions, YouTube, 4 décembre 2019 .